# Fédération des ensembles vocaux et instrumentaux spécialisés
La Fédération des ensembles vocaux et instrumentaux spécialisés (FEVIS) est une organisation créée en 1999, fédérant et représentant le mouvement des ensembles musicaux indépendants. Elle compte plus de 160 membres début 2021, et quelque 200 en 2024.
Selon Jacques Toubon, son président, elle représente le troisième groupe musical en France, aux côtés des orchestres symphoniques permanents et des maisons d'opéra.

## Présentation
La FEVIS est créée en février 1999 à l'initiative de neuf ensembles : le Chœur de chambre Accentus, Les Arts florissants, Les Talens Lyriques, A Sei Voci, l'Ensemble baroque de Limoges, les Chœurs et solistes de Lyon-Bernard Tétu, La Chapelle Royale, la Fondation Royaumont et Musicatreize.
Tous les deux ans, la FEVIS effectue une enquête sur la situation budgétaire de ses adhérents. Outre la réalisation d'enquêtes nationales, la Fédération participe également aux débats organisés avec les pouvoirs publics. En 2020, elle interpelle le gouvernement français sur les conséquences de la crise sanitaire pour le réseau culturel. En juin 2023, ses membres dénoncent les orientations prises par le ministère de la Culture.
La FEVIS œuvre également à faire connaître le travail artistique de ses ensembles adhérents et les accompagne.
À partir de 2010, Jacques Toubon est président de l'organisation.
En septembre 2012, la FEVIS se dote d'une antenne européenne rassemblant 182 membres,. En 2019, année des vingt ans de l'organisation, la FEVIS regroupait cent cinquante ensembles musicaux français.
En mai 2024, Roselyne Bachelot est élue présidente de la fédération pour succéder à partir de juin 2024 à Jacques Toubon.

## Prise de position
Le chef de chœur Jean Tubéry est condamné, en juin 2024, à six mois de prison avec sursis,  pour des « propos à connotation sexuelle imposés de manière répétée » dans le cadre d’une position d’autorité. À la suite de cette condamnation, la FEVIS exclut l'Ensemble La Fenice dirigée par Jean Tubéry. La fédération entend ainsi affirmer un « engagement absolu en faveur des victimes, pour que cessent les comportements violents »,.